# Aobayama (metropolitana di Sendai)
Aobayama (青葉山駅?, Aobayama-eki) è una stazione della linea Tōzai della metropolitana di Sendai situata nel quartiere di Aoba-ku a Sendai, in Giappone. In inglese la stazione è indicata come "International Center".

## Storia
La stazione è stata inaugurata il 6 dicembre 2015 in concomitanza con l'apertura dell'intera linea. I lavori iniziarono nel 2006.

## Linee
■ Linea Tōzai

## Struttura
La stazione è dotata di due uscite in superficie, mentre in sotterranea, a 34 metri sottoterra sono presenti i binari, protetti da porte di banchina a metà altezza, con un marciapiede a isola.
| 1 | ■ Linea Tōzai | per Sendai e Arai         |
| 2 | ■ Linea Tōzai | per Yagiyama-Dōbutsu-Kōen |

## Stazioni adiacenti
| «           | Servizio    | »                     |
| Linea Tōzai | Linea Tōzai | Linea Tōzai           |
| ----------- | ----------- | --------------------- |
| Kawauchi    | -           | Yagiyama-Dōbutsu-Kōen |